# Himeshima, Ōita
Himeshima (姫島村 Himeshima-mura) là làng thuộc huyện Higashikunisaki, tỉnh Ōita, Nhật Bản. Tính đến ngày 1 tháng 10 năm 2020, dân số ước tính của làng là 1.725 người và mật độ dân sô là 250 người/km2. Tổng diện tích của làng là 6,990 km2.